# Прогресс М-27М
Прогресс М-27М — транспортный грузовой космический корабль (ТГК) серии «Прогресс», стартовавший к Международной космической станции 28 апреля 2015 года. 59-й российский корабль снабжения МКС. В ходе нештатного разделения с ракетой-носителем корабль был повреждён, выведен на нерасчётную орбиту, с неконтролируемым вращением вокруг своей оси. Управление кораблём было потеряно. После ряда неудачных попыток восстановить управление, было принято решение не пробовать состыковать корабль с МКС вручную. Корабль продолжил постепенное понижение орбиты и 8 мая 2015 года сгорел в плотных слоях атмосферы.

## Хроника полёта
28 апреля 2015 года в 10 часов 9 минут 50 секунд по московскому времени с космодрома Байконур осуществлён пуск ракеты-носителя «Союз-2.1а» с транспортным грузовым кораблём (ТГК) «Прогресс М-27М». Пуск проходил в рамках лётно-конструкторских испытаний ракеты-носителя «Союз-2.1а», это было второе использование данной ракеты-носителя совместно с ТГК «Прогресс-M».
Ранее запуски ТГК осуществлялись ракетой «Союз-У».
Этап вывода ТГК на опорную орбиту проходил в штатном режиме, в его конце, за 1,5 секунды до расчётного времени, отделения корабля от третьей ступени было зафиксировано пропадание телеметрии. Полученная позднее информация показала, что отделение произошло в расчётный момент времени.
28 апреля 2015 специалистам удалось частично восстановить работу системы передачи телеметрической информации. Было установлено, что часть аппаратуры корабля работает в нештатном режиме. Изображение, полученное с установленной на корабле видеокамеры, показало, что корабль вращается с угловой скоростью примерно в четверть оборота в секунду. Средства контроля космического пространства показали, что корабль находится вблизи опорной орбиты.
29 апреля 2015 года было проведено дополнительное тестирование подсистем корабля. Был зафиксирован отказ ряда подсистем, а также установлено отсутствие герметичности магистралей блока двигательной установки. Это сделало невозможным стыковку корабля с МКС.
По заявлению Роскосмоса ТГК «Прогресс М-27М» прекратил существование в 05.04 мск 8 мая 2015 года. Вход в плотные слои атмосферы произошел на 160 витке над центральной частью Тихого океана.

## Причины аварии и последствия
12 мая Федеральное космическое агентство официально объявило о причинах неудачи запуска. В результате двух последовательных разгерметизаций бака окислителя и бака горючего третьей ступени после отключения маршевых двигателей произошло нештатное разделение ракеты-носителя «Союз-2.1а». В результате этого корабль оказался вне расчётной орбиты с отклонением в 40 километров.
Первый заместитель директора ЦНИИ машиностроения по пилотируемым программам Сергей Крикалёв заявил, что программа полёта будет пересмотрена лишь в случае неудачи с запуском американского грузового корабля SpaceX CRS-7 в июне 2015 года. Однако полёт космического корабля SpaceX CRS-7 к МКС также закончился неудачей — американский многоразовый грузовой космический корабль Dragon разрушился из-за неполадок ракеты-носителя Falcon 9.
Из-за неудачного запуска транспортных кораблей возвращение экипажа пилотируемого корабля «Союз ТМА-16М» и пилотируемый полёт «Союз ТМА-17М» были перенесены на более поздний срок. Старт «Союз ТМА-17М», перенесённый с 26 мая на 23-25 июля 2015 года, стал возможен лишь после успешно выполненного запуска «Прогресса М-28М».
Для парирования подобной нештатной ситуации на космодроме уже имелся ТГК «Прогресс М-28М», запущенный 3 июля 2015 года, ранее запуск был запланирован на 6 августа, а также Прогресс М-29М, запущенный 1 октября этого же года, ранее запуск был запланирован на 21 сентября и на 22 октября.